# Alphonse Louis Théodore de Moges
Alphonse Louis Théodore, comte de Moges ou Demoges (Saint-Georges-d'Aunay, 26 décembre 1789 - Passy, 6 juillet 1850) est un officier de marine français.

## Biographie
Alphonse de Moges est le fils de Léonard de Moges et de Françoise de Moges. 
Il fait partie en 1809 de l'expédition navale de l'Escaut et prend part aux combats de Berg-op-Zoom, Willemstadt et Helvoët-Sluys. 
En 1823, il est envoyé en mission en Amérique du Sud puis devient en 1830, commandant d'une frégate dans l'expédition d'Alger. 
En 1838, il est nommé gouverneur de la Martinique jusqu'en 1840, puis commandant en chef de la station des Antilles (1840-1844).  
Il devient ensuite préfet maritime de Cherbourg (1844-1846). 
En 1845, il est promu vice-amiral. 
De Moges est aussi connu pour ses recherches sur le développement de la vapeur appliquée à la navigation et pour avoir contribué à généraliser l'application du système de la levée permanente.

### Écrits
- Considérations sur la marine française, 1818
- Essai sur le système maritime de la France, 1821

### Mariage et descendance
Alphonse de Moges épouse à Paris le 14 juillet 1829 Blanche des Acres de L'Aigle (Paris, 9 février 1807 - château de Brou, Noyant de Touraine, 13 janvier 1899), fille du comte Victor des Acres de L'Aigle, maréchal de camp, conseiller-général et député de l'Oise, et de la princesse Constance de Broglie. Tous deux ont deux enfants :
- Alfred de Moges, marquis de Moges, diplomate, non marié (Paris, 4 octobre 1830 - Menton, 15 janvier 1861) ;
- Paul de Moges, marquis de Moges après son frère (Paris, 31 janvier 1832 - château de Brou, Noyant de Touraine, 11 février 1903), marié en 1864 avec Alix de Menou (1842-1900), sans enfant[2]. Tous deux achètent en 1865 et font restaurer de 1866 à 1868 le château de Brou, qui passe après eux à une nièce du marquis, Ida des Acres de L'Aigle.